# Plantation (Maine)
Plantation è il termine con il quale nello stato federato del Maine, negli Stati Uniti d'America, si designa una divisione territoriale minore, che sta tra la township (o territorio "non organizzato", cioè privo di una normale forma indipendente di governo) ed una città. Il termine, nell'utilizzo che se ne fa oggi a questo fine, pare esclusivo del Maine. Le plantation si trovano tipicamente in aree scarsamente popolate. Richard Walden Hale, nella sua The Story of Bar Harbor descriveva come segue una plantation:
(Richard Walden Hale.)
Nessun altro stato della Nuova Inghilterra ha un'entità equivalente alla plantation. Ai tempi delle colonie, anche il Massachusetts usò il termine plantation per comunità che si trovavano in uno stadio di sviluppo pre-comunale: in effetti il Maine mutuò probabilmente il termine proprio dal Massachusetts, visto esso era un tempo parte dello stesso Massachusetts, ma il termine era già fuori uso fin dal XVIII secolo. Parimenti, il termine venne utilizzato nel Rhode Island coloniale, tanto che le vestigia del medesimo rimasero nel nome ufficiale dello stato, Rhode Island and Providence Plantations.